# カモハクチョウ
カモハクチョウ（鴨白鳥、Coscoroba coscoroba）は、カモ目カモ科カモハクチョウ属に分類される鳥種。本種のみでカモハクチョウ属を構成する。

## 分布
アルゼンチン、ウルグアイ、チリ、パラグアイ、ブラジル
春季にアルゼンチンやチリで繁殖し、冬季になるとアルゼンチン北部・ウルグアイ・ブラジル南部・パラグアイなどへ北上し越冬する。

## 形態
翼長42.7 - 48センチメートル。眼先の皮膚が裸出しない。尾羽は短く丸みを帯びる。全身の羽衣は白い。翼は短く幅広い。外側初列風切の先端は黒い。
嘴は幅広く、色彩は赤い。趾の間には水かきが発達する。後肢はピンク色。
雛の綿羽は白く、頭部や背・肩・翼などに灰黒色の斑紋が入る。オスの成鳥は虹彩が赤や黄色で、幼鳥やメスの成鳥は虹彩が暗褐色。

## 生態
湖沼に生息する。小規模な群れを形成して生活するが、越冬地では200 - 300羽に達する大規模な群れを形成することもある。
主に水生植物や種子を食べるが、昆虫、甲殻類なども食べる。水辺や浅瀬を徘徊し、採食を行うことが多い。
繁殖様式は卵生。浅瀬にヨシなどを積み重ねた巣を作り、4 - 7個（平均6個）の卵を産む。抱卵期間は約35日。

## 人間との関係
日本では1976年に京都市動物園が初めて飼育下繁殖（孵化・生育を含む）に成功した。1980年現在恩賜上野動物園・野毛山動物園・広島市安佐動物公園などでも繁殖例がある。

## 画像

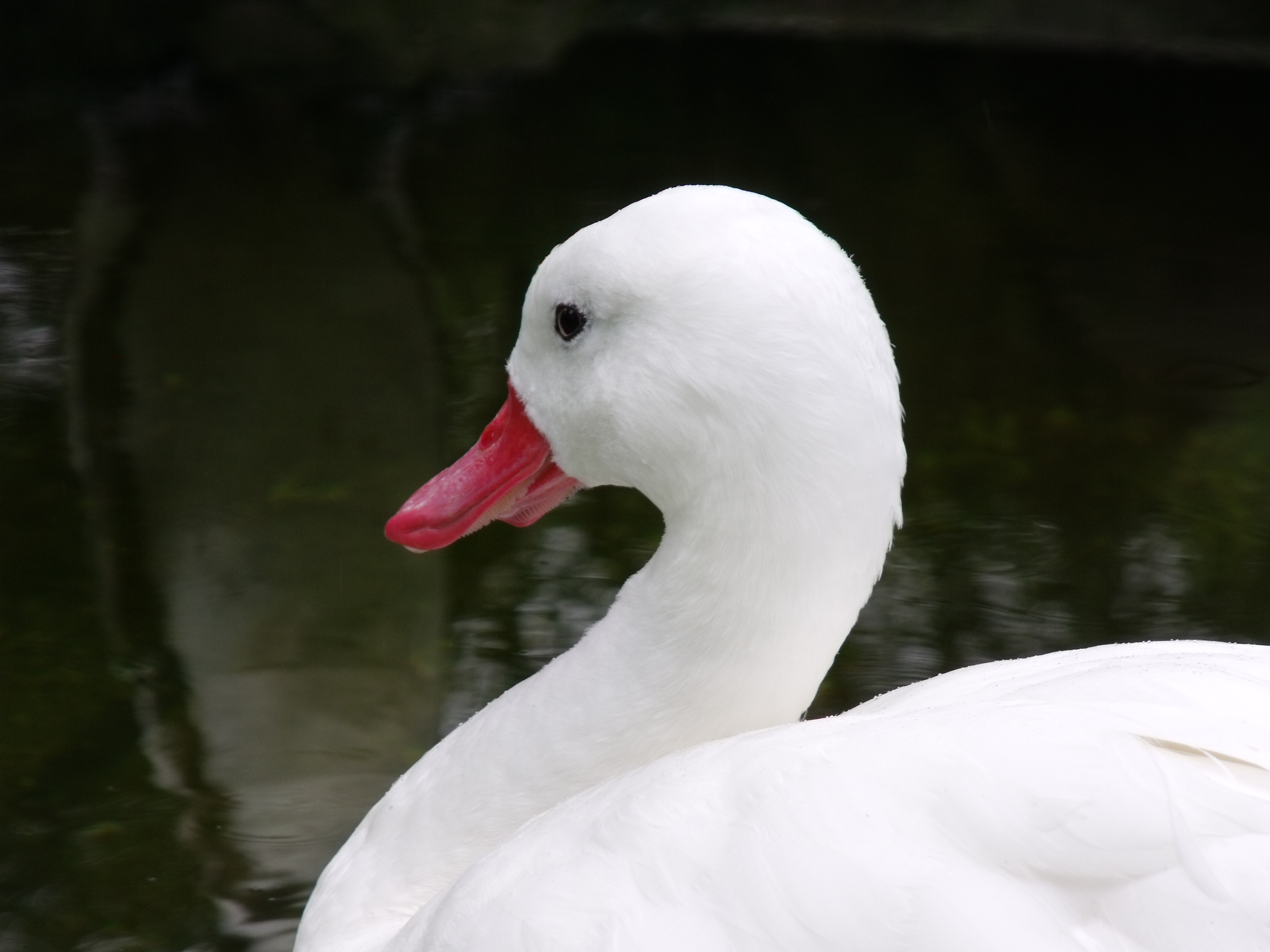
頭部
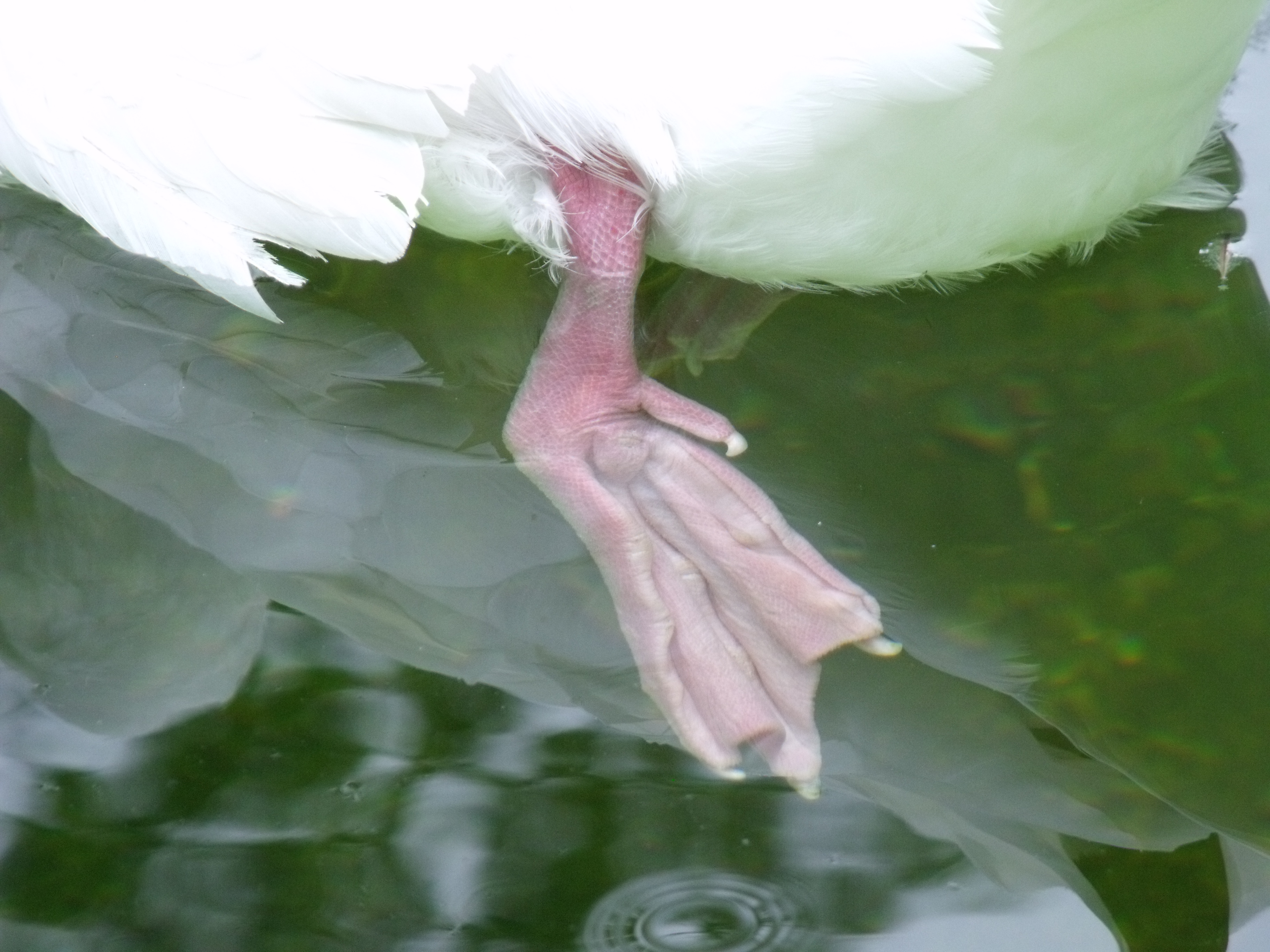
後肢